# Хронология событий в Ленкорани
Ниже приводится хронология города Ленкорань, Азербайджан.

## До XIX века
- XVII век —  первые упоминания о городе[1]
- 1736 год — образование независимого Талышского ханства[2][3]
- 1747 год — город стал центром Талышского ханства[4]

## XIX век
- 1840 год  — создан Талышинский уезд
- 1846 год  — Талышинский уезд переименован в Ленкоранский
- 1873 год — население города составляло 4779 человека[5]

## XX век
- 1913 год —  построен Ханский дворец
- 1924 год — Создан Ленкоранский историко-краеведческий музей[азерб.]
- 1929 год — упразднен Ленкоранский уезд
- 1937 год — построен первый в Азербайджане чайный завод[6]
- 25 сентября 1991 года — создан Лянкяранский государственный университет

## XXI век
- 2008 год 
  - открылся завод по переработке молока[7]
  - сдан в эксплуатацию аэропорт
- 2009 год — население города составляло 49 970 человек
- 2015 год — проведены реставрационные работы в Ленкоранском историко-краеведческом музее